# 米老鼠在越南
《短片》（英語：Short Subject），俗稱《米奇在越南》（Mickey Mouse in Vietnam）是一部1969年的16毫米膠片反戰地下動畫短片，該片由導演惠特尼·李·薩維奇（亞當·薩維奇的父親）執導 ，由米爾頓·格拉瑟擔任製片人和首席設計師，該作品以獨立製作的方式完成，總時長一分鐘，這部短片並未獲得華特迪士尼公司的認可。
短片的諷刺主題是米老鼠自願參軍，並在抵達越南參加越戰後不久就被殺。由於未包含版權聲明，因此被歸類為公共領域作品。然而，其音軌來自其他受版權保護的資源。

## 情節
米老鼠快樂地行走，直到看到一個寫著「加入軍隊，看看世界」的牌子後走出螢幕，並帶著頭盔和槍回來。他在戰爭期間乘船前往越南。然而抵達陸地不久之後，他的頭部被敵人開槍射中。短片以米奇倒在地上而死，他的微笑慢慢變成皺眉，鮮血從槍傷中湧出而結束。

## 製作
這部短片是在Max Cats工作室和Whittesey Sledge工作室的贊助下製作的。格拉瑟表示，該作品最初是為憤怒藝術節準備，並稱這是「一種抗議活動，邀請藝術家創作一些東西來表達他們對越戰的擔憂以及結束戰爭的願望」，至於選擇米老鼠的角色，則是因為它被視為純真的象徵。

## 評價
該影片於1970年獲得奧伯豪森國際短片電影節獎項。據格拉瑟稱，該影片受到了觀眾的積極評價。

### 保護狀況
這部電影長期被誤認為散失電影，它曾在法國的巴丁科特電影節上於1998年和2003年以其法文標題展示。 在該兩種情況下，影片的拷貝均來自法國經銷商ISKRA，加拿大蒙特婁的魁北克電影資料館在2004年使用了自己的拷貝版本。
2013年4月22日，YouTube用戶abadhiggins上傳了影片。五年後的2018年7月31日，另一位YouTube用戶CDCB2上傳了完整的短片，採用了一種失真的VHS版本，畫質較差；然而2013年版本不同之處，在於該版本共收錄片頭和片尾的標題、SMPTE通用倒數計時電影標誌、Telecine 緊湊型視訊系統的迪士尼片段VHS幻燈片，片中廣泛使用的音樂是赫伯特·查佩爾的《The Gonk》，在完整版公佈之前，音軌一度被認為完全遺失。
這部電影被列入2022年Disney+紀錄片《米老鼠：一隻老鼠的故事》。

## 另見
- 小鹿斑比遇到哥吉拉
- 給我查理布朗的頭（英语：Bring Me the Head of Charlie Brown）
- 升級 (動畫)（英语：Escalation_(1968_animated_film)）
- 米奇在古爾拘留營（英语：Mickey_au_Camp_de_Gurs）

## 外部連結
- Buzzfeed article with video （页面存档备份，存于）
- Disney Cartoons That Aren't Disney Cartoons
- An article about the representation of war in cartoons in the U.S., mentioning the existence of Mickey Mouse in Vietnam
- 互联网电影数据库（IMDb）上《米老鼠在越南》的资料（英文）